# Дворище (Нюксенский район)
Дворище — деревня в Нюксенском районе Вологодской области.
Входит в состав Городищенского сельского поселения, с точки зрения административно-территориального деления — в Городищенский сельсовет.
Расстояние по автодороге до районного центра Нюксеницы — 40 км, до центра муниципального образования Городищны — 6 км. Ближайшие населённые пункты — Слобода, Мыгра, Нижнее Каменное.
По переписи 2002 года население — 4 человека.